# Une fille à papas

Une fille à papas est un téléfilm français réalisé par Pierre Joassin, diffusé le 19 juillet 1996.

## Synopsis
Un homme se tient responsable a une jeune fille.

## Fiche technique
- Réalisation : Pierre Joassin
- Scénario : Pierre Colin et Jean-Claude Islert
- Durée : 99 min
- Pays :  France

## Distribution
- Christophe Malavoy : Bertrand Faber
- Christian Charmetant : Patrick
- Julie Voisin : Clémence
- Caroline Tresca : Elisabeth
- Grace de Capitani : Sophie
- Alexandra Vandernoot : Judith
- Francis Lemaire : Le PDG
- Geoffroy Thiebaut : Xavier
- Julien Courbey : Jean-Bat